# أسعد الشدياق
أسعد الشدياق (1798-1829). هو رجل دين وداعية مسيحي بروتوستانتي لبناني، سُجن في دير قنوبين بسبب اتصاله بالمبشرين الأمريكان والإنجليز في أوائل القرن التاسع عشر وتركه لمذهب الكنيسة المارونية واعتناقه المذهب البروتوستانتي حتى مات. وهو أخ أكبر للكاتب المعروف لأحمد فارس الشدياق، وهو ابن عم جد الكاتب والمؤرخ اللبناني يوسف يزبك.

## طفولته وتعليمه
هو أسعد بن يوسف المكنى بأبي حُسَين بن منصور الشدياق بن جعفر بن فهد بن شاهين بن جعفر بن رعد بن فهد بن رعد الحصروني اللبناني الماروني.
ولد أسعد الشدياق يوم 31 أيار 1798 في حارة الحدث جنوب شرق بيروت، وكان لوالده خمسة أولاد ذكور هم على الترتيب: طنوس ومنصور وأسعد وغالب وفارس. كان لوالد يوسف الشدياق ولجده منصور اتصالات سياسية مع الولاة في جبل لبنان، وكان يجاري آل شهاب، الولاة على لبنان، فاتصل عام 1804 باثنين متنافسين على الولاية منهم. وفي سنة 1805 استدعى الأمير حسن عمر الشهابي يوسفَ والد أسعد لخدمته، وأمره أن يتوطن في كسروان، فانتقلت العائلة إلى قرية عشقوت من قرى قضاء جرد كسروان، حيث اشترى الأب داراً فيها عُرفت بدار الشدياق، وفي مدرستها بدء بتعلم العربية والسريانية.
خرج به أبوه، وأخاه فارسًا، عام 1813، إلى وادي شحرور، هربًا من بطش الأمير بشير الشهابي، حيث أرسل جماعةً من أعوانه للقصاص من قومٍ من بني شدياق كانوا قد ضربوا رجلين من أتباعه، ووقعت التهمة على أسعد وفارس الشدياق. فبقوا مختبئين هنالك مدة، ثم أرسله والده إلى الشويفات في حماية الأميرة حبوس الأرسلانية. ولما تحقق من عفو الأمير رجع إلى بيت أبيه في حارة الحدث.
عُرف عنه النبوغ والذكاء منذ طفولته. فأخد يتعلم عن أخيه طنوس النحو العربي والنحو السرياني والكتابة بهاتين اللغتين، فأخذه أخوه طنوس عام 1814 إلى مدرسة عين ورقة ليتعلم اللغات والعلوم، وبقي فيها ثلاث سنوات يدرس اللغة العربية واللغة السريانية والمنطق والطبيعيات وعلم الذمة. ولما رجع من المدرسة إلى حارة الحدث أخذ يعلم الأولاد القراءة البسيطة.
ذهب عام 1818 إلى دير مار أنطونيوس بعبدا وكان يعلّم الرهبان علم الذمة لبولس أنطوَين، وكان يعظ في الكنيسة أحيانًا. ثم دعاه المطران بطرس كرم البسكنتاوي عام 1819 فأقام عنده سنتين، انتقل بعدهما ليعمل كاتبًا عند الوالي الأمير حسن العلي الشهابي. لما هاجم الشيخ حمود النكدي الأمير حسن العلي الشهابي، هرب أسعد الشدياق إلى قنوبين واحتمى عند البطريرك يوحنا الحلو مدةً وجيزة، فطلب الأمير بشير الشهابي من البطريرك طرده لأنه كان يتهمه بالعداء لآل شهاب.
انتقل بعدها إلى مدينة طرابلس ونزل على الشيخ محمود الدسوقي وكان إمامًا للأمير سلمان الشهابي عند ولايته. وهناك كان أول احتكاكٍ لأسعد الشدياق بدينٍ غير مذهب طفولته، وكان بينه وبين بعض علماء الإسلام حول الدين، مما أحدث له شكًا في مذهبه لعدم استطاعته الرد عن بعض الأسئلة. ورأى أن التناقض موجود في نصوص الديانة المسيحية نفسها، ونتيجةً لذلك، عُدّ هذا تساهلٌ منه، واتهمه البعض أنه وعد المشايخ أن يتحول إلى مذهبهم.
هرب والده يوسف بن منصور الشدياق عام 1821 مع الأميرين حسن العلي وسلمان سيد أحمد الشهابيين عندما داهمهم الشيخ حمود النكدي، إلى قرية تل منين من قرى جبال القلمون في ضواحي دمشق. كان يوسف مريضًا بالربو، ومرض في دمشق إلى أن توفي فيها عن ثمان وخمسين سنة. فانتقل أسعد الشدياق للإقامة عند الأمير حسن العلي الذي عمل كاتبًا عنده من قبل. ثم انتقل ليعمل كاتبًا ومدبرًا للشيخ علي العماد والي مرج عيون، وسلمه بعد ذلك أعمال تلك المقاطعة، انتقل بعدها بعام 1823 مع الشيخ علي العماد إلى داره في كفرنبرخ، إلى أن أنهى أسعدُ خدمته عنده عام 1824، فرجع إلى بيته، ثم إلى كسروان طامحًا أن يجد عملًا عند معلّمه البطريرك يوسف حبيش الذي كان معلمه في مدرسة عين ورقة، لكنه أظهر له جفاءً، ولامه على ترك الوظيفة عند المطران يوسف كرم والعمل في خدمة الولاة، فتركه ورجع إلى داره في حارة الحدث وخطب بنت الشيخ جدعون الباحوط من أهالي بعبدا. عندما طلب المبشر الأمريكي جوناس كينغ، المقيم في دير القمر معلماً في اللغة السريانية، توسط بعض آل مشاقة لأسعد الشدياق فسار إلى دير القمر عام 1825.

## اعتناق المذهب البروتستانتي
وقعت بين أسعد الشدياق وجوناس كينغ في أثناء ثلاثة الشهور التي كان فيها عنده محاورات في المذهب. ثم أراد جوناس كينغ السفر، وكان قد ورده سؤال هل للإنجليز دين، فأحب أن يكتب رسالة مختصرة يوضح فيها معتقده، والاختلاف مع الكنيسة الكاثوليكية، وكان أن كتب في 5 أيلول 1825 رسالة «وداع جوناس كينغ إلى أحبابه في فلسطين وسورية» باللغة العربية، مبيناً فيها ما الذي يعتقه، وما الذي يمنعه من أن يكون مسيحيًا كاثوليكيًا، وكان عدد الاعتراضات على الكنيسة الرومية الكاثوليكية 12 اعتراضًا، فنُسخت أربعين نسخة ثم وُزعت. وقد ترجمت فيما بعد إلى عدد من اللغات.

### الانتقال إلى إسحاق بيرد
انتقل أسعد الشدياق بعد ذلك إلى تعليم مبشر أمريكي آخر اسمه إسحاق بيرد اللغة العربية، وذلك بعد سفر جوناس كينغ، فأخذ مستغلًا ذلك في تأليف ردود على وداع جوناس كينغ والاعتراضات التي أوردها على المذهب، لكنه حين وصل في ردّه إلى اعتراض جوناس كينغ على الكنيسة الرومانية بأنها تمنع أتباعها عن قراءة الكتاب المقدس وتأمل في قوة هذا الاعتراض لم يستطع إلا أن يميل إليه وانتهى إلى أن يضمر خلع نير طاعة الكنيسة. وعند ذلك بدء يشعر بقوة الاعتراضات الأخرى وبراهينها على الكنيسة وتعاليمها. وشرع منذ ذلك الوقت يجادل كل من يجالسه مثبتًا مذهب البروتستانت مستعينًا بشهادة النبي إشعيا على وجوب مطالعة الكتب المقدسة. حرر في 25 آذار من عام 1825 مكتوبًا إلى مطران بيروت بطرس كرم يقدم فيه براهين كثيرة من الكتاب المقدس والمجامع والآباء لدحض عبادة الأيقونات، ويستفسر من المطران عن جوازها مع هذه الاعتراضات، لكنه لم يتلق ردًا. وانحصرت قراءات أسعد في هذه المدة بالكتاب المقدس، وكان يكثر من قراءته والاجتهاد في فهم معانيه.
اقتنع في أواخر عام 1825 بأن أسفار الأبوگريفا المختلف عليها المضافة إلى الكتب المقدسة كسفر طوبيا وسفر يهوديت ليست من وحي الروح القدس فلا يصح الاعتماد عليها في إثبات القضايا الدينية. وبقي يقرأ ويفتش ويحاور إلى أن جاءه كتاب من البطريرك يوسف حبيش يأمره بالامتناع عن كل معاطاة مع ما سماه بالببليشيين (نسبةً إلى البِبْلْيا أي الكتاب المقدس)، وهدده في الكتاب بالحرمان الكبير، وبأنه سيشكوه إلى الوالي بشير الشهابي إذا تأخر يومًا واحدًا عن الخروج من عندهم.
استقر رأي أسعد الشدياق على طاعة البطريرك، وخرج قاصدًا بيت أبيه في حارة الحدث في اليوم 15 من شهر تشرين الثاني. لكنه أخذ في داره يتأمل في أمور الدين، ويتباحث فيها مع من قدر. وبعد سبعة وعشرين يومًا، في 12 كانون الأول خرج إلى بيروت، عازمًا على احتمال جميع ما سيناله من مخالفة أمر البطريرك، أو سطوة الأمير الوالي، وحتى يتجنب ذلك ما أمكن، قام باستخراج ورقة حماية من قنصلية دولة إنجلترا في بيروت، بحيث يُمنح أمن وحرية رجل إنجليزي ما دام مقيماً في وظيفته معلمًا لإسحاق بيرد.

أظهر أسعد الشدياق رأيه في الكتب المقدسة لبعض أصدقائه، ولام البطريرك والخوارنة على تصرفاتهم معه، فنصحه صديقه أن يتوقع تصرفاتٍ أسوء، فإن لم يكن يتحملها ليتوقف عن معاداتهم، فأخبره أسعد أنه عازم على تحملها، ونصحه بأن يجعل دينه موضوع صلاته، حتى يظهر الله له الحقيقة. وكتب عن هذه الأيام إنه كان مملوءً اضطراباً وقلقًا، وإنه كان يرى أن المبشرين لديهم أخطاء، ولكن أخطاء الكنيسة الرومانية أكثر، وكان يتعجب من راحة ضميرهم إزاء الأخطاء، وقلة اكتراثهم بالحقيقة. وكان يقول:
إني أرى نفسي كأني وحدي في هذا العالم، وليس أحدٌ مثلي. ولستُ أُرضي أحداً، فإذا كنتُ متفقًا مع الإنجليز في آرائي، لستُ أُرضيهم، ولا أَقدر أن أُرضي أهالي بلادي لأن أغلاطهم كثيرة، ولا أظنُّ أنّي أُرضي الله، ولا أُرضي نفسي أيضاً. فماذا أصنع؟

مهما كان صادقاً ما يقولهُ الناس عن غاية المرسَلين في مجيئهم إلى هذه البلاد، أرى أن التعاليم التي يعلّمون بها هي بحسب الحق، ومن ثَم أرى نفسي شديد العزم على التمسك بها.

### الخروج إلى البطريرك
كان لأسعد مشروع طباعة ترجمة جديدة من العهد الجديد في مطبعة الشوير بإشراف البطريرك على نفقة الإنجليز، لكن البطريرك لم يهتم إلى هذا العمل الذي رآه أسعد مهمًّا. ولم يكن عند أسعد اتهام للبطريرك، وكان يرى أن اضطهاده له منشؤه الدين ورأيه في الحق، لا الانتقام ولا المال، فكان يرغب بالالتقاء به والكشف له عما يفكر فيه عما كان يعدّه من الأغلاط. ووصله في كانون الثاني من عام 1826 مبعوث البطريرك، وهو أخوه أيضًا، نقولا حبيش، ومعه مرسوم يأمره بالحضور إليه ويعده بوظيفة إذا أطاع الأمر. فقام أسعد بمجادلة الخوري نقولا أول الأمر، ثم استقرّ رأيه على الخروج معه آملًا أن يجد فرصة للتكلم بالحق، وقد نصحه أصدقاؤه من المبشرين وغيرهم ألا يذهب خوفًا عليه. لكنه كان مطمئنًا، واستشهد بأن رجلًا كافرًا مجدفًا لم تعذبه الكنيسة، وإنما اكتفت بحرمانه فقط. وخرج مع الخوري في اتجاه البطريرك في دير مار جرجس في وادي قنوبين يوم 2 كانون الثاني. ولما وصل رحب به البطريرك يوسف حبيش وأخذ يسأله عن إيمانه، وجرت بينهما محاورات كثيرة.

## حبسه أول مرة
يظهر أن حبس أسعد الشدياق بدء غير معلنٍ فور وصوله إلى دير مار جرجس. إذ حينما أراد إسحاق بيرد الاطمئنان على أسعد الشدياق، أرسل إليه طنوس الحداد ليبقى بجانبه، فوصل في 23 شباط إلى دير مار جرجس ودخل عليه فوجده وحده يقرأ كتبًا من أجل الجدال. عرض طنوس الحداد على أسعد الشدياق مساعدة القنصل الإنجليزي في إطلاق سبيله، لكن أسعد الشدياق خاف أن يكون هذا العون سببًا لزيادة اضطهاده فيقتلوه، فرفض العرض، وعاد طنوس الحداد حاملًا رسالةً إلى إسحاق بيرد قال أسعد فيها:
إني أرى نفسي قد وصلتُ إلى حدٍّ فاصل. فإنه يوجد أمامي أمرٌ أو أكثر من ثلاثة أمور: إما أن أُحسبَ مجنونًا، أو أرتكبَ خطيئة، أو أقدّم حياتي ذبيحة. فاسأل الله أن ينقذني.

### هروبه من دير مار جرجس
أخذ الأمير عبد الله حسن والي كسروان يهدد أسعد إذا لم يرجع أنه سوف يرسله إلى بيت الدين عاصمة الشهابيين ويسجنه هناك، فأجابه أسعد إنه مستعدٌ للحبس وللموت. بقي أسعد شهرين في كسروان ينتقل ويتجادل مع من استطاع أن يلتَقيه. ولما تيقن أنه في خطر الاضطهاد طالما لم يرجع، قرر الهرب. قام أسعد في منتصف الليل في 2 آذار، بينما كان البطريرك وجماعته مشتغلين في إيفاء فروضهم في الكنيسة، وخرج قاصدًا بيروت. مشى حتى وصل إلى شاطئ البحر في جونية، ومنها انطلق إلى بيروت، والتقى هناك بأصدقائه من المبشرين، وقام أسعد الشدياق على طلبٍ من إسحاق بيرد بكتابة قصته، حيث ذكر أسباب التي أدت إلى تحوله إلى البروتستانتية والمناظرات التي جرت بينه وبين البطريرك يوسف حبيش.

## اضطهاد عائلته
في هذا الوقت كان أخوه الكاتب والمؤرخ طنوس الشدياق يعمل معلمًا للغة العربية عند المبشرين بليني فيسك ودكتور دالتون ولم يكن ير الخصام مع البطريرك والمطارنة.

### مقابلته مع عمه وأخويه
لحق بأسعد إلى بيروت عمه وأخواه غالب ومنصور، فهددوه وشتموه واتهموه بالجنون ووسوسة الشيطان، وألحوا عليه بالعودة معهم إلى حارة الحدث، فأجابهم بعد محاولات بإنه سيخرج معهم شرط أن يحضروا وعدًا مكتوبًا من البطريرك يوسف حبيش بالأمان إذا توجه إلى الجبل، فقبوا على شرط أن يتوقف عن الدعوة، فأجاب إن دينه يمنعه أن يعيش كالأخرس، فقالوا له: «لماذا لا تذهب إلى الدروز والإسلام وتبشرهم بالإنجيل؟ فربما تقول لأنه لا يوجد في ذلك خطر. وهكذا يوجد خطر في هذا الأمر. فإن هذه البلاد ليس بلاد حرية. فاصمت إذن»، فقال: «حصّلوا لي حرية ضميري فقط، فأذهبَ معكم، فإن ديانتي هي كل ما أملكه»، فقالوا: «إننا لا نقدر أن نحصّل لك ذلك لأنه ما من أحدٍ يتجاسر أن يذهب إلى البطريرك بهذا الطلب. ولا يمكن أن يُسمَح لك بنشر أوهامك بين الشعب»، فأجابهم: «فإذن، لم يبقَ محلٌّ للكلام، إن مذهبي هو أن الديانة يجب ألَّا تقيَّد، الديانة يجب ألَّا تُقيَّد»، وكان يمشي ويحرّك يديه على هيئة المقيّد، فيأسوا منه وتركوه، وقبل أن يخرجوا رجع أخوه منصور، وكان معروفاً بغلظته وفظاظته، فهدده بالإيذاء، قائلاً أنه إذا كان البطريرك والأمير لا يفعلون شيئًا لإعدامه فإنهم سوف يفعلون ذلك.

### مقابلته مع أمه وأخيه فارس
رجع إليه في اليوم الثاني أخوه غالب وكان يحاول أن يقنعه أن بقاءه عند المبشرين عارٌ على العائلة، فأجابه أسعد إن تلاميذ المسيح يجب أن يتوقعوا وقوع مثل هذا العار عليهم كأمرٍ لابدّ منه. أخبره غالب إنه إذا رجع إلى حارة الحدث فسيكون في أمان، ولما ذكره إسحاق بيرد بتهديد منصور له بالقتل خجل وتركه. ثم جاءت والدته مصطحبةً ابنها الأصغر فارس، وكان فارس يجادل ويصغي إلى احتجاجات أسعد، وأما أمه فكانت تحاول إقناعه بالرجوع إلى حارة الحدث، فكان يعترض ويذكر أثناء كلامه مرارًا اسم المسيح وكلام الله، وذكر لها قول المسيح: «من أحبَّ أباً أو أمًّا أكثر مني فلا يستحقني»، فملّت أمه وقالت بحنق: «دعنا من المسيح، ومن كلام الله، ما لنا ولهما؟». وألحّت كثيرًا واستحلفته بالرجوع، ويعبر البستاني عما قاله أسعد لأمه بقوله:
ما هو المقصود من ذهابي معك إلى البيت؟ فكأنك تريدين أني أذهب إلى البيت لكي يَقنَع الناس بأني لست بمجنون. والحال إنكِ أنت لا تزالين تقولين إني مجنون مع أنكِ قي أتيتِ هنا ورأيتني وتكلمتِ معي. وإذا كنتِ وأنتِ والدتي لا تصدقين بإني لست بمجنون فكيف يمكن للآخرين أن يصدقوا ذلك. ألعلكِ تظنين أني إذا صرتُ معكم يغيّر هواءُ حارة الحدث أفكاري، أو يجعلني أسكت؟ فكل هذه الآمال فارغة، وذهابي إلى حارة الحدث لا يفيدكم شيئًا بل يضركم. وذلك لأني إذا ذهبت إلى حارة الحدث وجعلت أجادل الناس دائمًا، وأقول لهم إنهم جميعًا تائهون، وإنهم يعبدون الأصنام دون الإله الحي، وإني أرغب أن أمزّق كل صورة في الكنائس، وأن الخبز والخمر في عشية الرب ليسا يسوع المسيح، وأني أعتقد بأن البابا هو الوحش المذكور في سفر الرؤيا الذي عملُه يضلَّ الناس ويهلك نفوسهم؛ فماذا تكون النتيجة من ذلك جميعهِ إلا إغاظتكم وإغضاب الناس وتحريك الأمراء والبطاركة والمطارنة إلى المضادة لي، وطلب الإضرار بي. فألتزم عند ذلك بالرجوع إلى هنا على الحالة التي أنا عليها الآن من دون أدنى تغيير. فإذن تجنُّب هذه الأسباب أَولى وبقائي هنا أوفق لي ولكم أيضًا.
رأت أم أسعد أنه يأكل اللحم مع أنهم في أيام الصوم الكبير، فعادت إلى الإلحاح عليه بالعودة إلى حارة الحدث، وكاد يقتنع بكلامها ورجع معها، لكن أصدقاؤه توسطوا بينهما وحذروه من العواقب، فوجد حلًّا وسطًا وهو أن يعطيها ورقةً بإمضائه يصرّح فيها أنه ليس تابعًا للإنجليز، وذلك من أجل دفع العار عن عائلة الشدياق، وعادت بذلك التصريح وبقي أخوه فارس عنده فأخذ ينصحه بقراءة الإنجيل وامتثل فارس لنصحه.

### هجمة العوام
رُوي أن أسعد كان نائماً ليلةً وعنده أخوه طنوس، فصاح في غيظ: «آه منك يا بابا، لماذا لا ترسل منذرين يكرزون بالإنجيل؟ فما أعظم الديننة التي تدان بها في اليوم الأخير»، فأفاق أخوه طنوس من النوم، فقال له: «لمن تخاطب؟ هل يسمعك البابا من رومية وأنت هنا في بيروت؟»، وأخذ يحذره من أقاربهما، وقال إنهم بدؤوا يفكرون بالتبرء من العائلة، وأشار على أسعد ألا يخرج من دار إسحاق بيرد ليلاً لئلا يؤذوه. ولم يرضَ بعض العامة من بني الشدياق بالتصريح التي أرسله أسعد مع أمه، وقرروا على إخراجه من بيت إسحاق بيرد بالإكراه، وإيذاء من يقف في طريقهم، لكنهم رضيوا بعد لك على إرسال أربعة من بني الشدياق لإقناعه بالخروج بالحيلة إلى بيته.
أرسل البطريرك يوسف الحبيش رسالةً إلى أسعد يؤمّنه على نفسه، وكان أسعد يثق بالطائفة والإكليروس، فرجع مع أخيه فارس مع الوفد الذي زاره على أن يقيم أيامًا في حارة الحدث، ثم يرجع إلى بيروت. والتقيا أثناء عودتهما بمطران بيروت بطرس، فتجادلا، وتبيّن من حديثه أنهما كانا يُتّهمان بالعمالة للإنجليز. وكان الأمير بشير قد غضب على بني الشدياق بسبب دعوة أسعد.
كان فارس الشدياق قد بدء بقراءة الإنجيل بعد أن نصحه بذلك أسعد، ودخل عليه منصور مرة فرآه يقرأ الإنجيل ضربه بقفا السيف على عنقه، ثم أراد أن يقتله ببندقية فحالت بينهما والدتهما، ثم إنه تعرض للضرب من طنوس، وأحرق منصور كتب أسعد وكانت باللغات العربية والسريانية والعبرية والإيطالية، فهرب فارس إلى معسكر الأمير بشير حيث كان أخوه غالب، وبات فيه، ومن هنالك هرب إلى بيروت، فوصل في 24 آذار والتقى مع إسحاق بيرد وأخبره بما حدث معه. ولما علم أسعد بذلك اشتكى أخاه منصور للأمير سلمان الشهابي لكن الأمير نصحه أن يتوقف عن الدعوة، حتى يغرّم أخاه بقيمة الكتب.
كتب أسعد إلى فارس يلومه على الخروج وعدم الصبر على الاضطهاد، لكن فارس لم يقنع، وعاد فأرسل رسالة إلى إسحاق بيرد يخبره أن هنالك إشاعة ظهرت عن قتل المبشرين والقناصل في بيروت.
في 29 آذار اجتمع عدد من أقارب أسعد الأقربين وفيهم أخوته وأعمامه، وقرروا أخذه عنوةً إلى البطريرك، ولما تأكّد من صدق نيتهم في تسلميه للبطريرك ليتخلصوا من غضب الأمير بشير، وافق على أن يخرج معهم طوعًأ في اليوم التالي.

## حبسه ووفاته
وصل أسعد مع أقاربه إلى دير مار جرجس في 30 آذار 1826، حيث طُلب منه أن يكتب اعتقاده ففعل، ثم ناقشه البطريرك يوسف حبيش فيه. في 4 نيسان ترك البطريرك أسعد في دير مار جرجس وخرج إلى دير قنوبين.

كانت لأسعد نية الهرب خارج لبنان، فقد أرسل رسالة مع أخيه فارس إلى إسحاق بيرد كَتبَ فيها:
إذا أمكنك أن تجد مركبًا متوجهًا إلى مالطا في بُرهة أربعة أو خمسة أيام، فأرسل أخبرني، وإلا فصلِّ لأجل أخيك.
أُلحق أسعد بالبطريرك في دير قنوبين، وهناك بدء حبسه فعليًا، وكان البطريرك يجادله في القضايا الخلافية. وعندما البطريرك إلى الديمان أخذ أسعد معه وعليه حراسة، وهنالك حاول أسعد الهرب ليلًا ولكنه وُجد في الصباح تائهًا في حُرش قريب من الدير، فلما رجع قوبل بالضرب والحبس، وأرجعه البطريرك إلى دير قنوبين. ثم حاول الهرب مجددًا عام 1827 أثناء صلاة الرهبان في الدير، محاولًا الوصول إلى طرابلس، واستمر في الابتعاد عن الدير من الليل إلى الفجر، فقام راعٍ بإسلامه إلى رعايا البطريرك خادعًا إيّاه مدعيًا أنه يدله على الطريق، فأُرجع وضُرب في الدير. وهناك فرض البطريرك على أسعد عزلة جبرية. حاول الهروب مرة ثالثة، فنام على شجرة في الليل ومشى مبتعدًا في النهار، لكنّه قُبض عليه وأُرجع وضُرب. وأمر البطريرك بضربه فقلات على رجليه ثلاثة أيام، وعزله وتقييده في الحبس، ثم أُرخي القيد عنه بعد أيام بوساطة بعض الرهبان عند البطريرك، لكنه لم يسمح له بالكتب.
أرسل أسعد إلى أخيه طنوس ليتوسط عند البطريرك، فحضر مع أمه إلى دير قنوبين، وأرسل رسالة إلى البطريرك الذي كان في الديمان، فسمح بإخراج أسعد من الحبس لا من الدير بعد أن أقنعه طنوس ألا يتعرض لأحد بالجدال. غادر طنوس ووالدته إلى الديمان يخبران البطريرك، وهناك جاءته رسالة من أسعد يقول فيه إنه لا يمكنه التوقف عن المحاورات، فأُعيد إلى الحبس، ورجع طنوس وأمه إلى حارة الحدث.
أرسل أخوه غالب من بقعاتا الشدياق (وتعني وادي الشدياق) في كسروان رجلًا إلى أسعد ليساعده على الهرب، وقاما بمحاولةٍ رابعة ليلًا، فأرسل البطريرك إلى الأمير عبد الله حسن الشهابي أن يحرس حدود كسروان، وعثر جند الأمير على أسعد في وطى الجوز فألقوا القبض عليه، وأرسله الأمير إلى البطريرك، وهناك ضُرب ضربًا شديدًا حتى تكسرت العصي على جسده، وأصدر البطريرك حرمانًا ضد كلّ من لا يضربه، واستمر تعذيبه بالفقلات ثمانية أيام، مع تجويعه وحرمانه من الثياب المعتادة والفراش في أيام الثلج، حتى سُدّ باب السجن بالحجارة، ورُبطت عنقه بحبل طرفه من نافذة في خارج الحبس، فكان يشدونه في أوقات، وقد أغمي عليه مرة من الألم. ثم رُفع هذا التعذيب عنه بعد وساطة أحد الخوارنة.
في سنة 1828 جاءه أخوه طنوس وكان باب الحبس مسدودًا بالحجارة فكان يعظه من خلف النافذة وأسعد يجادله، ولما يأس منه تركه ورجع، لكنه بقي يرسل إليه الطعام في السر، ويحاول مع البطريرك أن يزور أخاه، أو يودعه قبل أن يموت، ولكن البطريرك لم يأذن له.
ظهرت شائعات عن موت أسعد، ولم يكن تأكد ذلك حتى عام 1832 حين سمع تاجرٌ إنجليزي اسمه تود Mr. Tod في بيروت بقصته، واتصل بإبراهيم باشا، فأمر الأمير بشير الشهابي أن يحقق بالموضوع، فأرسل عشرة جنود مع التاجر، ولما وصل اعترف البطريرك أن أسعد مات منذ سنتين، ومع ذلك فقد تم تفتيش الدير والوقوف على قبر أسعد من غير فتحه، ولم يبت التاجر في الدير.
رأى العديد ممن كتب عن أسعد الشدياق أن النتيجة المباشرة لموته كانت اضطهاد البطريرك، وحبسه في ظروف سيئة لسنوات، وتعذيبه. واختلف في مكان ومرض موته، فقيل إنه تُوفي داخل السجن، وقيل خارجه في الدير. وقيل إن جثته أُحرقت قبل دفنها، وقبره غير معروف.

## آثار دعوته
في أوائل القرن التاسع عشر وصل عدد من التبشريين الأمريكيين إلى بلاد الشام، ومن أوائلهم كان جوناس كينغ، وإلي سميث، وإسحاق بيرد، وويليام غودل. كان أكثر هؤلاء التبشيريين يتبعون للهيئة الأمريكية للبعثات الخارجية (ABCFM) التي تأسست في بوسطن عام 1819 وتتبع المذهب البروتستانتي الإنجيلي، ونشطت في سورية التاريخية، والأراضي المقدسة المسيحية ومالطا وغيرها، محاولةً كسب سكان المنطقة من المسيحيين من الطوائف الأخرى خصوصًا من الكاثوليك والروم الأثوذوكس، والمسلمين واليهود.
لقيت دعوتهم صدىً واسعًا بين مثقفي ومسيحيي الشرق، وكان ممن تأثر بدعوتهم غير أسعد الشدياق بطرس البستاني الذي كان يعمل مع إلي سميث وكرنيليوس فانديك على ترجمة الكتاب المقدس إلى اللغة العربية.
ومنهم جبور الخوري جد السياسي السوري فارس الخوري لأبيه، حيث كان رأى تناقض الكنيسة التقاليد الكنيسة والإكليروس، وخرج عنها ثم لما اجتمع بجوناس كينغ وإلي سميث حوالي عام 1830، أطلعاه على مذهبهما، وأعطياه نسخة من الكتاب المقدس المطبوع في مالطا بالعربية، تحول عن مذهب الروم الأرثوذوكس إلى البروتستانتية، وخرج معه أيضًا أخوه ميخائيل الخوري. ولقيا اضطهاداً ومقاومة من رجال الدين الأثوذوكس. انقسمت عائلة جبور الخوري، فمنهم من بقي أرثوذوكسياً مثل يعقوب أبي فارس الخوري الذي توفي شابًا، ومنهم من اقتنع بالبروتستانتية ومنهم فارس الخوري الذي كان وإخوته في رعاية جده جبور. وقد زار جبور الخوري أسعد الشدياق في سجنه، وتأثر بأسعد الشدياق، وبأخيه فارس الشدياق، وسمى فارس الخوري تيمناً باسم فارس الشدياق.
وكذلك أثارت دعوته وجداله مع أخيه فارس إلى اقتناعه بمذهبه وبظلم الكنيسة المارونية لأسعد. أدى ذلك إلى تحول فارس فيما بعد إلى التنقل بين المذاهب المسيحية، ثم إلى الإسلام وأضاف إلى اسمه بادئة أحمد، فعُرف بأحمد فارس.
يرى مارون عبود أن انتقال فارس الشدياق إلى الإسلام، وخروجه من لبنان، كان نقمةً على اضطهاد أخيه، ويدعي أنه رجع إلى المارونية ومات مارونياً.
وقد كتب فارس عندما كان في لندن رسالة إلى أخيه طنوس، يعنفه فيها لأنه لم يذكر مناقب أخيه أسعد في تاريخه المسمى «أخبار الأعيان في جبل لبنان». وكان طنوس غير متفق مع أخيه أسعد عندما ترك المذهب، وحاول التماس العفو عنه عند البطريرك.

## آراء في دعوته
كتب مارون عبود في قطعة بعنوان «الشهيد هو أسعد وحده»
إذا كان شهيد حقيقي في بني الشدياق، بل في جبل لبنان، وإذا كان من لبناني شرَّف وطنه وأمته العربية بتسجيل اسميهما في تاريخ البلدان والأمم الحية التي تنجب شهداء حرية الفكر؛ فذلك اللبناني الشريف الذي ينحني أمام ذكراه كل شريف إنما هو أسعد؛ أسعد القديس الطوباوي الخالد. وأما أبوه وأما جده فكانا في السياسة وتمشية الحال شاطرين، وقد فعلا ما فعله مواطنوهما في عصرهما والناس على دين ملوكهم.
وكتب أيضًا في رسالة إلى يوسف يزبك
أما أسعد فأنا من «مطوبيه»، وقد جاهرت بذلك أكثر من مرة.
إني أعظم حريته وجرأته، والذي اتضح لي من حواره مع رجال الدين أنه نزاع إلى الإصلاح والتهذيب البيعي، وله مطالب دينية لخير الرعية.

والرجل في كل حال سابق لعصره. وهذه ميزة النابغة أخفق أو أفلح.
وكتب مارون عبود في مقال «الشدياق والجاحظ والمتنبي»
قد يكون أعداء المرء أهل بيته كما فعل طنوس الشدياق — صاحب تاريخ أعيان لبنان — شقيق أسعد الشدياق حين تنصل من تبعة ضلاله، والتمس له المغفرة من البطريرك، أما أخوه فارس — أحمد فارس الشدياق — فتمرد، وهاجر متمردًا، وعاش متمردًا، ومات متمردًا.
قال عنه التاجر تود 
إن أهالي إنجلترا وأمريكا يعتبرون أسعد كبولس.
قال لويس شيخو عن طنوس الشدياق
وهو أخو فارس الشدياق لكنه لم يتبعه في ضلاله.

## كتاباته
كتب مذكرات مختصرة عن حياته وتحوله إلى البروتستانتية، تُرجمت إلى اللغة الإنجليزية.
نسخ في أوائل حياته عدة كتب منها كتاب الألحان السريانية. كما اختصر كتاب علم الذمة لبولس أنطوَين الذي كان يعلمه للرهبان في دير مار أنطونيوس بعبدا.
اخترع دائرةً مشجّرةً في درجات النسب المحرّمة والمحلّلة في الزواج، وبقيت محفوظةً ومعوّلاً عليها زمناً عند الموارنة.

### شعره
كان مولعًا بالشعر وله أشعار كثيرة، وقد جمع شعره في ديوان مخطوط.
تباينت أغراض شعره وجمع بين المديح، والمناسبات، والمراثي، والتأريخ.

قال مضمنًا شطر بيتٍ للمتنبي
لا تحقرنَّ الزريّ القدرِ إنّ لهُكيداً عظيماً طواهُ العجزُ في الكبدِبل دارِهِ خائفاً من ضرّهِ أبداً «إن البعوضة تدمي مقلةَ الأسدِ»
وقال معميًا في اسم عبود
أهدي سلاماً لمن قد راق منظرهُلطفًا فصافاهُ من بالصفو قد لمعايحكيهِ عودٌ إذا ما ماس مبتكراًفباءَ تلقاءَ عين الصب مرتفعاوالصد أقصاهُ إذا ما ماس مبتكراًكأنَّ للصد سدًّا بيننا قطعا
ومن قصيدة يشتكي فيها من كثرة البراغيث في ليلة
أشكو إلى الله من ليلٍ بُليتُ بهِفيهِ البراغيثُ يدمي نابها الأسدالم يسترح فيهِ جسمي لا ولا غمضتمني الجفون وما ذقت الكرى أبدا
ومن قصيدة يمدح بها رفول عازر
وسلامٍ كالمسك ناشٍ وناشروغرامٍ كالروض زاهٍ وزاهرُواشتياقٍ بالبدر باهٍ وباهرٍإنني في هواك ساهٍ وساهرُ
من قصيدة عام 1819 من نوع التشريع، يمدح بها المطران بطرس كرم البسكنتاوي الماروني ويهنئه بإقامته أسقفًا على أبرشية بيروت
يا ثغر بيروت السعيد ورهط مارون المجيد المصطفى المختارِما لي أراك اليوم محتفّاً بنورٍ مستزبد باديَ الإسفارِ...واسعد بتاريخٍ فقد هُنِّئْتُ بالـوسم السعيد ودرجة الأحبارِ
من قصيدة من النوع المسمى بمختوم الطرفين، يمدح بها الأمير حيدر أحمد الشهابي مضمناً أحرف اسمهِ
راش العذولُ سهامَ العذلِ يرشقنيبها فنلتُ بتاريخي بك الظَّفَرا
من قصيدة يمدح بها أحد أصدقائه
أبداً يذكّرنيك بدرٌ مشرقٌيا من بهِ كلُّ المحاسنِ تُرمَقُأنت المجيبُ دعاءَ كلّ مؤمّلٍقد ضلَّ من في حلمكم لا يُوثَقُ
من قصيدة عام 1820 يرثي فيها البطرك يوسف التيان البيروتي الماروني متضمنة تاريخ وفاته:
لقد قُوّضت أركانُ المجد مجد البريَّةٍوأطلالُ مأوى الفضل والحمد هُدَّتِوبات لسانُ العزمِ والحزمِ صامتاًوطمس طوقُ الرشدِ ثم المحجَّةِمدى الدهر يبكيك راثِ مؤرّخاًسقى الله تربك مزنَ صبحٍ ورافةِ
رثى المطران يوسف أسطفان مؤسس مدرسة عين ورقة بخمسة أبيات متضمنة تاريخ وفاتِه وهي قولهُ:
يا صدفَ الرمس فزت فالدرةُاليتيمةُ أُودِعت بكحبرٌ غيورٌ نندبهُ واهمولاهُ آهًا لوم نحبكيا تاجراً منذ أنت للهفي التجارة عظم كسبكناداك صوتاً فأرّخوههلمَّ فادخل خدورَ ربك

### فهرس المراجع
1. ↑  WorldCat Entities (بالإنجليزية والفرنسية والإسبانية والألمانية والهولندية والإيطالية), OCLC, Inc., QID:Q112122720
2. ↑  المُعرِّف متعدِد الأوجه لمصطلح الموضوع، QID:Q3294867
3. ↑  الخوري 2007، صفحة 33.
4. 1 2 3  البستاني 1860، صفحة 4.
5. ↑  Bird 1864، صفحة 18.
6. 1 2 3  عبود 2021، صفحة 29.
7. ↑  الشدياق 1954، صفحة 237.
8. 1 2  البستاني 1860، صفحة 5.
9. 1 2  زيدان 2012، صفحة 95.
10. ↑  البستاني 1860، صفحة 3.
11. ↑  البستاني 1860، صفحات 7-11.
12. ↑  البستاني 1860، صفحة 11.
13. ↑  الشدياق 1954، صفحة 239.
14. ↑  البستاني 1860، صفحات 12-14.
15. ↑  Berg 2006، صفحات 75.
16. ↑  King 1865، صفحات 5-33.
17. ↑  البستاني 1860، صفحات 15-16.
18. ↑  البستاني 1860، صفحة 20.
19. ↑  البستاني 1860، صفحة 21.
20. ↑  البستاني 1860، صفحات 22-23.
21. ↑  البستاني 1860، صفحات 23-26.
22. ↑  البستاني 1860، صفحة 27.
23. ↑  البستاني 1860، صفحات 28-59.
24. ↑  البستاني 1860، صفحة 65.
25. ↑  Prudential Committee 1827، صفحة 62.
26. ↑  البستاني 1860، صفحات 62-64.
27. ↑  البستاني 1860، صفحات 64-68.
28. ↑  البستاني 1860، صفحات 68-70.
29. ↑  البستاني 1860، صفحات 70-72.
30. ↑  البستاني 1860، صفحة 72.
31. ↑  البستاني 1860، صفحة 77.
32. ↑  البستاني 1860، صفحة 80.
33. 1 2  عاشور 2009، صفحة 25.
34. ↑  البستاني 1860، صفحات 72-77.
35. ↑  البستاني 1860، صفحات 75-80.
36. ↑  البستاني 1860، صفحات 80-80.
37. ↑  البستاني 1860، صفحة 83.
38. ↑  البستاني 1860، صفحة 85.
39. ↑  البستاني 1860، صفحة 86.
40. ↑  البستاني 1860، صفحة 89.
41. ↑  البستاني 1860، صفحة 90.
42. ↑  البستاني 1860، صفحة 91.
43. ↑  البستاني 1860، صفحة 92.
44. ↑  البستاني 1860، صفحة 94.
45. ↑  البستاني 1860، صفحة 96.
46. ↑  البستاني 1860، صفحة 98.
47. ↑  البستاني 1860، صفحة 99.
48. 1 2  البستاني 1860، صفحة 100.
49. 1 2 3  البستاني 1860، صفحات 101-103.
50. ↑  البستاني 1860، صفحة 111.
51. ↑  البستاني 1860، صفحة 114.
52. ↑  البستاني 1860، صفحات 115-120.
53. ↑  البستاني 1860، صفحات 120-121.
54. 1 2  الشدياق 1855، صفحات 136-144.
55. ↑  البستاني 1860، صفحة 120.
56. ↑  البستاني 1860، صفحة 123.
57. 1 2  الخوري 2007، صفحة 29.
58. ↑  الخوري 2007، صفحات 28-33.
59. ↑  البستاني 1860، صفحات 70,72-77.
60. ↑  ÇETİN 1995.
61. ↑  هوتسما وآخرون 1998، صفحة 7678.
62. ↑  زيدان 2012، صفحة 96.
63. ↑  عبود 2021، صفحة 28.
64. 1 2  عبود 2021a، صفحة 124.
65. 1 2  شيخو 1910، صفحة 111.
66. ↑  عبود 2021، صفحة 30.
67. ↑  البستاني 1860، صفحة 119.
68. ↑  Bird 1864، صفحة 169.
69. ↑  Esh Shidiak 1834، صفحة 46.
70. ↑  Esh Shidiak 1834، صفحة 1.
71. ↑  البستاني 1860، صفحة 7.
72. ↑  البستاني 1860، صفحة 9.
73. ↑  البستاني 1860، صفحات 6-13.
74. ↑  كحالة 1957، صفحة 256.

### ثبت المراجع
- البستاني، بطرس (15 يونيو 1860). قصة أسعد الشدياق: باكورة سورية. بيروت.{{استشهاد بكتاب}}:  صيانة الاستشهاد: التاريخ والسنة (link) صيانة الاستشهاد: مكان بدون ناشر (link)
- الخوري، فارس؛ كوليت الخوري (2007). أوراق فارس الخوري (ط. الثانية). دمشق: كوليت الخوري. ج. 1.
- الشدياق، طنوس بن يوسف (1954). أخبار الأعيان في جبل لبنان. بيروت: مكتبة العرفان. ج. 2.
- الشدياق، فارس بن يوسف (1855). الساق على الساق فيما هو الفارياق. باريس: رافئيل كحلا الدمشقي.
- شيخو، لويس (1910). تاريخ الآداب العربية في القرن التاسع عشر والربع الأول من القرن العشرين (ط. الثالثة). بيروت: دار المشرق. ISBN:2721410083.
- زيدان، جرجي (2012). تراجم مشاهير المشرق في القرن التاسع عشر. مؤسسة هنداوي. ج. 2. ISBN:9781527303669.
- عاشور، رضوى (2009). الحداثة الممكنة: الشدياق والساق على الساق، الرواية الأولى في الأدب العربي الحديث. القاهرة: دار الشروق. ISBN:9789770920237.
- عبود، مارون (2021a). جدد وقدماء: دراسات ونقد ومناقشات. المملكة المتحدة: مؤسسة هنداوي. ISBN:9781527324268.
- عبود، مارون (2021). رسائل وأحاديث. المملكة المتحدة: مؤسسة هنداوي. ISBN:9781527324046.
- عبود، مارون (20 مارس 1950). صقر لبنان: بحث في النهضة الأدبية الحديثة ورجلها الأول أحمد فارس الشدياق. بيروت: دار المكشوف.{{استشهاد بكتاب}}:  صيانة الاستشهاد: التاريخ والسنة (link)
- كحالة، عمر رضا (1957). معجم المؤلفين: تراجم مصنفي الكتب العربية. بيروت: مكتبة المثنى - دار إحياء التراث العربي. ج. 2.
- م. ت. هوتسما؛ ت. و. أرنولد؛ ر. باسيت؛ ر. هارتمان، المحررون (1998). "فارس الشدياق". موجز دائرة المعارف الإسلامية. ترجمة: خورشيد، إبراهيم زكي؛ الشنتناوي، أحمد؛ يونس، عبد الحميد. ترجمة نخبة من أساتذة الجامعات المصرية والعربية، المراجعة والإشراف العلمي: أ. د. حسن حبشي، أ. د. عبد الرحمن عبد الله الشيخ، أ. د. محمد عناني. مركز الشارقة للإبداع الفكري. ج. 25.

- Bird, Isaac (1864). The Martyr or Lebanon [شهيد لبنان] (بالإنجليزية). Cornhill, Boston: American Tract Society.
- Berg, Heleen Murre-van den (2006). "Simply by giving to them maccaroni .... Anti-Roman Catholic Polemics in Early Protestant Missions in the Middle East (1820-1860)" [بإعطائهم المعكرونة ببساطة .... المحاورات المناهضة للروم الكاثوليك في البعثات البروتستانتية المبكرة في الشرق الأوسط (1820-1860)] (بالإنجليزية). Archived from the original on 2022-10-25. {{استشهاد بدورية محكمة}}: الاستشهاد بدورية محكمة يطلب |دورية محكمة= (help)
- ÇETİN, ATİLLA (1995). "FÂRİS eş-ŞİDYÂK". TDV İslâm Ansiklopedisi (بالتركية). إسطنبول: TDV İslâm Araştırmaları Merkezi. Vol. 12. pp. 168–170. Archived from the original on 2022-07-04.
- Esh Shidiak, Asaad (1834). Isaac Bird (ed.). "Memoir of Asaad Esh Shidiak" [مذكرات أسعد الشدياق]. Missionary Paper (بالإنجليزية). Boston: Crocker & Brewster (VIII).
- Goodell, William (1877). Forty years in the Turkish empire: or, Memoirs of Rev. William Goodell, D.D. [أربعون عامًا في الإمبراطورية التركية: أو مذكرات المبجل ويليام غودل د.د.] (بالإنجليزية). New York: R. Carter and Brothers.
- King, Jonas (1865). The Oriental Church, and the Latin [الكنيسة الشرقية واللاتينية] (بالإنجليزية). John A. Gray & Green.
- Report of the Prudential Committee [التقرير السنوي الثامن لمجلس المفوضين الأمريكيين للبعثات الخارجية - تقرير اللجنة الاحترازية]. Annual Report of the American Board of Commissioners for Foreign Missions (Report) (بالإنجليزية). Boston: Crocker & Brewster. Oct 1827. Archived from the original on 2023-10-19.